# Ernest Miller (wrestler)
Clifford Ernest Miller, noto con il ring name Ernest "The Cat" Miller (Atlanta, 14 gennaio 1964), è un attore ed ex wrestler statunitense.

## Carriera

### Inizi
Miller si laureò alla Gordon High School Decatur, Georgia, giocando nella squadra di football come linebacker Poi studiò ingegneria elettrica alla Savannah State University e a giocare a football sempre come linebacker (fu selezionato anche come All-American).

### World Championship Wrestling (1997-2001)
Miller fu portato nella WCW da Eric Bischoff. Era un istruttore di karate e insegnava al figlio di Bischoff. Fece il suo debutto nella WCW quando salvò Glacier da un attacco di Wrath e Mortis a WCW Slamboree 1997. Inizialmente pensavano che fosse solo un fan che aveva saltato la ringhiera, i commentatori WCW poi si resero conto che non era un uomo normale, capirono che lui era in realtà il tre volte campione di karate Ernest Miller. Glacier formò un tag team con Miller e i due iniziarono una faida con Mortis e Wrath. Lasciò presto Glacier e diventò un heel con Sonny Onoo come suo manager. Fu durante questo periodo che la popolarità di Miller si accentuò.
Come heel, si vantava che avrebbe potuto battere chiunque nel giro di due minuti e riuscì a farlo in diverse occasioni con la sua mossa finale, uno springboard kick chiamato "Feliner". Fu in questo periodo che Ernest Miller iniziò a indossare delle scarpette rosse sul ring e a ballare come James Brown per celebrare le sue vittorie. Sebbene Miller fosse stato il più delle volte un heel, nel 2000 si trasformò in un beniamino dei tifosi e diventò un WCW Commissioner. In seguito iniziò un feud con la Magnificent Seven, una stable di Ric Flair durante l'acquisto della WCW da parte di Vince McMahon nel marzo del 2001.
Miller apparve anche nella World Wrestling All-Stars prima di trasferirsi nella WWE.

### World Wrestling Entertainment (2002-2004)
Con il nome di Ernest "The Cat" Miller, fece il suo primo match nella WWE il 28 ottobre 2002, in seguito commentò gli show di Velocity. Poi cominciò a lottare nel roster di SmackDown!.
Alla Royal Rumble 2004, fece il suo ingresso (insieme al manager Lamont), ma fu eliminato da Randy Orton e Chris Benoit dopo che, insieme a Lamont, aveva iniziato a ballare, senza preoccuparsi di capitalizzare il vantaggio che avevano. Quando Chris Benoit e Orton si rialzarono, li eliminarono entrambi. Miller poi partecipò in un Battle Royal match a SmackDown! per guadagnare una title shot al WWE Championship contro l'allora campione Brock Lesnar a No Way Out, ma perse il match. Successivamente iniziò un breve feud con Tajiri dopo che Tajiri attaccò Lamont con il suo marchio di fabbrica, il Buzzsaw Kick. Dopo la fine della faida, Miller fu rilasciato dalla WWE il 10 febbraio 2004.
Nel 2012 la sua vecchia theme song è stata usata per l'ingresso di Brodus Clay, ovvero Funkasaurus. George Murdoch iniziò anche ad usare la sua frase tipica: «Somebody better call my momma» ("Qualcuno può chiamare la mia mamma?"). Miller ebbe qualcosa da dire circa la WWE e George Murdoch sul riciclaggio della sua musica.

## Fuori dal wrestling
Miller ebbe un ruolo significativo nel film The Wrestler, vincitore del Leone d'Oro al 65º Festival di Venezia e candidato a 2 premi Oscar nel 2009.

## Personaggio
- Mosse finali
  - Double jump diving roundhouse kick[1]
  - Feliner (jumping corkscrew roundhouse kick)
  - Superkick[2]
- Manager
  - Sonny Onoo[3]
  - Mr. Jones
  - Miss Jones
  - Lamont

## Titoli e riconoscimenti
- Pro Wrestling Illustrated
  - 479º nella lista dei migliori 500 wrestler singoli durante i "PWI Years" del 2003.